# RealSports Tennis
RealSports Tennis ist ein Tennis-Simulationsspiel, das im Jahr 1983 von Atari, Inc. für das Atari 2600, die Atari-Heimcomputer und das Atari 5200 veröffentlicht wurde.

## Rezeption
Die deutsche Computerspielwebsite Nexgam bezeichnete das Spiel als „Nette Unterhaltung für zwei Spieler“.

## Trivia
Der Ball ist größer in der NTSC- als in der PAL-Version.